# Providència (gènere)
Les providències (Providencia) són un gènere d'eubacteris gramnegatius de la família de les enterobacteriàcies. Algunes espècies com P. stuartii són patògenes oportunistes per a l'home, produint infeccions en el tracte urinari. Algunes espècies són sensibles a l'ampicil·lina.